# Distrito de María

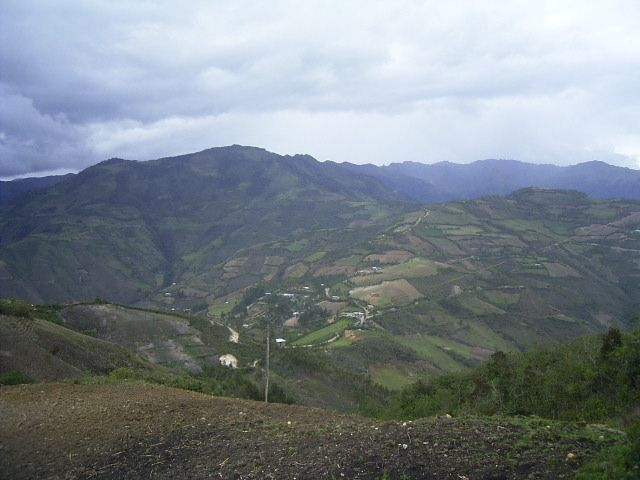
El pueblo Quizango.

El distrito peruano de María es uno de los veintitrés distritos de la Provincia de Luya, ubicado en el Departamento de Amazonas, en el norte del Perú. Limita por el norte con el distrito de Longuita; por el este con el distrito de Tingo y el distrito de San Juan de Lopecancha; por el sureste con el distrito de Santo Tomás; por el suroeste con el distrito de Cocabamba y; por el oeste con el distrito de Pisuquía.
Desde el punto de vista jerárquico de la Iglesia católica forma parte del Diócesis de Chachapoyas.

## Historia
El distrito fue creado el 27 de enero de 1962 mediante Ley Nº 13935, en el gobierno del Presidente Manuel Prado Ugarteche.

## Geografía
Abarca una superficie de 80,27 km² y tiene una población estimada mayor a 900 habitantes. 
Su capital es el poblado de María ubicado a 3420 m s. n. m.
Para llegar al distrito de María se toma un auto en la ciudad de Chachapoyas. Aún se encuentra en construcción la carretera desde María hacia el Distrito de Cocabamba.

### Pueblos y caseríos del distrito de María
Todos los pueblos y caseríos del Distrito de María están ubicados en la montaña alta (selva).
| - Maria - Anispata - Choz - Santa Cruz - Lanchepampa - Mangalpa - Moras - Cuchapampa | - Quizango - Rejo - San Jerónimo - Chocollon - Poleopampa - Buenos Aires - Inga Tambo |

## Autoridades

### Municipales
| Nº | Alcalde                       | Partido                                       | Inicio del mandato | Fin del mandato |
| -- | ----------------------------- | --------------------------------------------- | ------------------ | --------------- |
| 1  | Eleodoro Arista López         | Alianza Acción Popular - Democracia Cristiana | 1964               | 1966            |
| 2  | Alejandro Chuquipa Arista     | Coalición APRA - UNO                          | 1967               | 1969            |
| 3  | Francisco Yalta Mendoza       | Acción Popular                                | 1981               | 1983            |
| 4  | Francisco Yalta Mendoza       | Acción Popular                                | 1984               | 1986            |
| 5  | Sergio Arista López           | Partido Aprista Peruano                       | 1987               | 1989            |
| 6  | Federico Astecker Muñoz       | Fredemo                                       | 1990               | 1992            |
| 7  | Oder Milton Vigo López        | L.I. Cambio 93                                | 1993               | 1995            |
| 8  | Lucas Vidal Muñoz Arista      | L.I. Nro 7 Mayoría Integral Provincia de Luya | 1996               | 1998            |
| 9  | Lucas Vidal Muñoz Arista      | Movimiento Mayoría Integral Provincia de Luya | 1999               | 2002            |
| 10 | Ramón Salazar Alvis           | Perú Posible                                  | 2003               | 2006            |
| 11 | Manuel Ynocente Bardales Ynga | Fuerza Democrática                            | 2007               | 2010            |
| 12 | Ramón Salazar Alvis           | Movimiento Regional Fuerza Amazonense         | 2011               | 2014            |
| 13 | Manuel Ynocente Bardales Ynga | Sentimiento Amazonense Regional               | 2015               | 2018            |

### Religiosas
- Obispo de Chachapoyas: Monseñor Emiliano Antonio Cisneros Martínez, OAR.

## Turismo
- La fortaleza de Kuélap esta a solo 9 km por carretera de Maria.

## Fiestas patronales
Las fiestas patronales de la capital María se celebran el 16 de julio. Como comidas típicas se conoce el Purtumote, el Mote, el Locro, el Tauri Hucho y Cuy con papas entre otros. El Distrito de María pertenece a la parroquia del Distrito de Magdalena (Chachapoyas).